# Henry Westenra, 4. Baron Rossmore

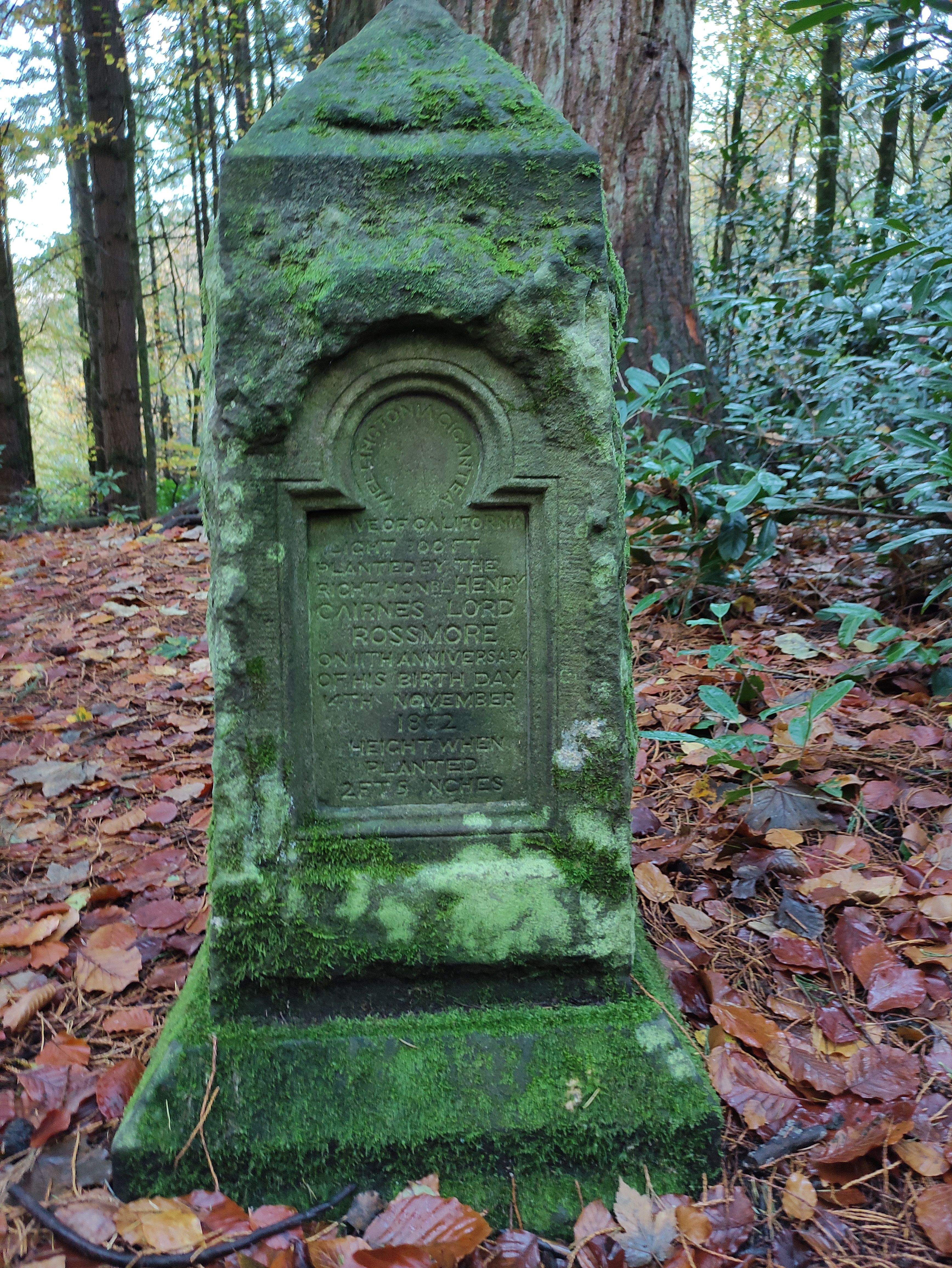
Gedenkstein zur Redwoodpflanzung 1862 (Hintergrund) für Lord Rossmore im Rossmore Park bei Monaghan im County Monaghan in Irland (2022)

Henry Cairnes Westenra, 4. Baron Rossmore (* 14. November 1851; † 28. März 1874) war ein britischer Adliger und Politiker.

## Leben
Henry Westenra war der älteste Sohn Henry Westenra, 3. Baron Rossmore, aus dessen zweiter Ehe mit Josephine Julia Helen Lloyd. Er hatte sieben Geschwister, drei Brüder und vier Schwestern.
Im Alter von neun Jahren erbte er den Titel Baron Rossmore seines Vaters. Er besuchte das Eton College. Westenra trat 1869 als Second Lieutenant des 1st Regiment of Life Guards in die British Army ein und wurde 1871 zum Lieutenant befördert. Mit Vollendung des 21. Lebensjahres wurde er schließlich Mitglied des House of Lords. Durch seinen frühen, kinderlosen Tod aufgrund eines Reitunfalls ging der Titel des Baron Rossmore auf seinen Bruder Derrick Westenra über.